# Orphnus viduae
Orphnus viduae är en skalbaggsart som beskrevs av Rudolph Petrovitz 1971. Orphnus viduae ingår i släktet Orphnus och familjen Orphnidae. Inga underarter finns listade i Catalogue of Life.